# Црвена застава
Црвена застава је један од главних симбола социјализма, комунизма и већине осталих левичарских идеологија. Застава се повезује са левицом још од Француске револуције. Социјалисти су усвојили црвену заставу као свој симбол током револуција 1848. године. Комунисти су је усвојили након коришћења у Париској комуни 1871. године. Црвена застава је била или и даље јесте застава неколико социјалистичких држава, попут Совјетског Савеза, НР Конга, Кине и Вијетнама. У част црвене заставе складана је и италијанска песма Бандијера роса.

## Историја
Црвена боја се током Француске револуције од 1789. године повезивала са родољубљем, а била је присутна и на француском триколору. Јакобинци су први окарактерисали црвену заставу као симбол проливене крви бораца. Током грађанског рата у Уругвају, застава партије Колорадо била је црвене боје. Ђузепе Гарибалди, који је учествовао у том рату, своје је трупе приликом уједињења Италије 1861. назвао црвенокошуљашима, по узору на боју заставе.
Током револуције 1848. године, француски социјалисти и радикални републиканци усвојили су заставу као своју и тражили да она постане службена застава Француске. До оснивања Париске комуне 1871, црвена застава је усвојена као симбол комунизма. Застава је била коришћена и током чувених првомајских демонстрација у Чикагу 1886. године.
Црвена застава постала је симбол пролетаријата и постала веома популарна након социјалистичке Октобарске револуције 1917. године. По узору на заставу је направљена и застава Совјетског Савеза 1923. године. Многе комунистичке партије, које су осниване после Октобарске реовлуције, усвојиле су црвену заставу као своју званичну заставу. У последње време, социјалдемократске странке су почеле да напуштају црвену заставу као свој симбол и уместо тога користе „црвени квадрат“.

## Галерија
- Застава Совјетског Савеза
- Застава Црвене армије
- Застава Вијетнама
- Застава НР Кине
- Застава Комунистичке партије Кине
- Застава Савеза комуниста Југославије